# Список памятников города Энгельс
В списке представлены памятники, бюсты, стелы, скульптурные группы, увековечивающие память о людях и событиях в городе Энгельс и на территории муниципального образования город Энгельс.
| Фото и название памятника                                                                                    | Дата установки и описание |
| --- | --- |
| «Бык-солевоз»                                                                                                | 12 июня 2003 г. Символ города Энгельс — бык с чашей соли на спине. Скульптурная композиция олицетворяет историю основания слободы Покровской в 1747 г. в качестве перевалочного пункта доставки соли с озера Эльтон. Скульптура представляет собой быка с солонкой, выходящего из герба города. Скульптор Александр Садовский |
| Обелиск Победы                                                                                               | 07 мая 1975 Установлен на пересечении набережной реки Волги и улицы М. Горького в честь горожан, сражавшихся на фронтах Великой Отечественной войны, архитектор В. Колесов. Долгое время обелиск являлся главным городским памятником в память о Великой Отечественной войне. Рядом была устроена аллея Героев Советского Союза, не сохранившаяся к настоящему времени. |
| «Героям фронта и тыла»                                                                                       | 9 мая 2000 Обелиск и Вечный огонь. Высокий обелиск, увенчанный звездой, был открыт в год 55-летия Победы в Великой Отечественной войне в память героев фронта и тыла. Установлен неподалёку от обелиска Победы 1975 года, в Покровском городском парке на набережной Волги. Архитекторы С. Зарацьян, И. Плетнёв, А. Тарасов. 9 мая 2010 года композицию дополнили плиты с именами 26 Героев Советского Союза, связанных с городом. В День Победы и День памяти и скорби к памятнику возлагаются живые цветы и гирлянды памяти. |
| Мемориал «Воинам, умершим от ран в госпиталях города»                                                        | 1960 (реконструкции — 1967 г., 1975 г., 2010 г.) На городском кладбище (ныне — Воскресенское, проспект Строителей) к 15-летию Победы над фашизмом была обустроена братская могила с перезахоронением останков воинов, умерших от ран в энгельсских госпиталях. 2 ноября 1967 года после реконструкции был открыт монумент, представляющий собой фигуру лежащего солдата, накрытого плащ-накидкой, на плитах были высечены имена умерших воинов. К открытию монумента Герой Советского Союза Ф. К. Паращенко доставил Вечный огонь из Пантеона Славы на Мамаевом кургане. К 9 мая 1975 года мемориал вновь был реконструирован. На постамент была водружена фигура солдата, скорбно склонившего голову. На мраморных плитах золотом высечены имена 1004 воинов, умерших в эвакогоспиталях города Энгельса. Выше слова: «Спите спокойно. Живые помнят Вас». Автор проекта Л. Харченко. Скульпторы: К. Матвеева, А. Букина. Художники: Ф. Букин, П. Катков, С. Трусов. К 65-летию Победы была завершена очередная реконструкция мемориала. Фигура солдата заменена на бронзовую, надпись «Спите спокойно…» заменена на бронзовый орден, из основания убраны серп и молот. Проект А. Садовского. В День Победы и День памяти и скорби к памятнику возлагаются живые цветы и гирлянды памяти. |
| Памятник Ленину                                                                                              | 07 ноября 1949 Памятник В. И. Ленину открыт к годовщине революции на Коммунарной площади. Первоначально было запланировано масштабное изваяние, но из соображений экономии была установлена типовое бетонное изваяние. Сегодняшний вид, с более величественной скульптурой, памятник приобрёл после реконструкции в честь 100-летия В. И. Ленина. Памятник занесён в список объектов культурного наследия. |
| Бюст М. И. Калинина                                                                                          | 27 ноября 1966 Бюст установлен на месте пересечения улиц Калинина и Ленина. Проектирование и изготовление памятника было поручено скульптурным мастерским Саратовского художественного фонда. Эскиз и работы по изготовлению памятника выполнил скульптор Исаев. Памятник занесён в список объектов культурного наследия. В конце 1972 г. памятник был реконструирован по проекту художника В. Колесова и скульпторов Н. Шашлова и А. Финогенова. Первый памятник сейчас находится на территории завода «Трансмаш». |
| Памятник М. С. Урицкому                                                                                      | 11 декабря 1965 В целях увековечивания памяти Моисея Урицкого, чьё имя носил троллейбусный завод, в 1965 году было принято решение установить памятник в сквере у проходной троллейбусного завода. Скульпторы К. С. Суминов, П. Н. Кашин и В. И. Исаев. Памятник занесён в список объектов культурного наследия. |
| Памятник Энгельсу                                                                                            | 27 ноября 1981 Торжественная закладка памятника состоялась 28 ноября 1970 года в честь 150-летия Фридриха Энгельса, открыт спустя 11 лет. Монумент представляет собой широкоплечую фигуру мыслителя со скрещёнными на груди руками. Фигура выполнена из бронзы и возвышается на красном гранитном постаменте кубической формы. Стоит в центре круглой каменной площадки, от которой полукругом спускаются ступени парадной лестницы. Авторы памятника — лауреаты Ленинской премии член-корреспондент Академии художеств СССР профессор Гедиминас Йокубонис и Народный архитектор СССР Витаутас Чеканаускас. Оба удостоены звания «Почётный гражданин города Энгельса». |
| Первый памятник Энгельсу в городе Энгельсе                                                                   | 02 декабря 1965 В связи со 145-й годовщиной со дня рождения Ф. Энгельса партийная, профсоюзная организация и дирекция Мясокомбината решило на территории посёлка установить памятник Ф. Энгельсу. Бюст изготовило Саратовское отделение художественного фонда РСФСР. Памятник торжественно открыт в сквере посёлка. |
| Памятник Ленину                                                                                              | Находится в Лётном городке |
| Крупская и дети пионеры-герои                                                                                | 19 мая 1972 Скульптурная композиция «Крупская и дети пионеры-герои» была установлена на входе в Детский парк в рамках реконструкции парка к 50-летию пионерской организации. Автор проекта главный архитектор города В. М. Колесов, скульптор К. А. Матвеева. Скульптура выполнена из железобетона со мраморной крошкой. 27 июня 2018 года скульптурная композиция была перенесена и установлена возле входа во Дворец пионеров. |
| Памятник «Слава ковавшим победу на фронте и в тылу!»                                                         | Май 1970 Памятник героям фронта и тыла у троллейбусного завода – энгельсский памятник подвигу земляков в годы Великой Отечественной войны. Установлен памятник в сквере между 21-й школой и клубом завода "ТролЗа". В 2005 по инициативе учителей и учащихся перенесён на территорию школы № 21. |
| Памятник лётчицам авиаполка М. Расковой                                                                      | 09 мая 1972 Обелиск в память о погибших лётчицах авиаполка М. М. Расковой был установлен на братской могиле на городском кладбище (Воскресенское кладбище, проспект Строителей). Памятник представляет собой стелу с именами погибших и птицей на вершине. Автор проекта В. Колесов. |
| Памятник В. Хомяковой                                                                                        | 8 мая 1991 Памятник лётчице Валерии Хомяковой, чей полк базировался в Энгельсе, и которая погибла при защите неба Поволжья и захоронена на Воскресенском кладбище города. Сооружён на средства, заработанные учащимися средней школы № 5, представляет собой стелу с барельефом В. Хомяковой. Расположен во дворе школы № 5. Автор — скульптор Л. Харченко. |
| Слава героям авиаторам                                                                                       | 09 мая 2001 Первый памятник погибшим лётчикам был открыт в Лётном городке в 1967 году. Сменившая этот мемориал «Стела памяти и скорби» в память об 11 экипажах, 67 лётчиках, погибших в мирное время при освоении новой техники открыта 9 мая 2001. При открытии памятника Вечный огонь был зажжён Ю. М. Дейнеко. Архитектор А. Штырко. В 2020 году была проведена реконструкция и мемориалу вновь придали вид, схожий с первым памятником лётчикам. |
| Самолёт ТУ-16                                                                                                | 13 июня 1990 Установлен на вечную стоянку в сквере у Лётного городка-1 в память о Дальней Авиации Авиабазы Энгельс. Пригнан из г. Тарту для музея Дальней Авиации экипажем в составе командира С. Н. Струкова, штурмана А. В. Кульшина. Территория около памятника сегодня превращается в зону отдыха и установлен памятник «Георгиевские ленты». |
| Самолёт ТУ-22                                                                                                | август 1999 Установлен на вечную стоянку у проходной Лётного городка-3 в память о Дальней Авиации Авиабазы Энгельс. |
| Георгиевские ленты                                                                                           | Установлен в сквере у Лётного городка-1 на улице Марины Расковой. |
| Памятники у школы интернат (Образцовая школа № 10)                                                           | 1936 Перед фасадом школы № 10 была установлена группа памятников: Ленин, Сталин и пионеры, несущие факел. В начале 60-х годов XX века памятник Сталину снесли, впоследствии памятник Ленину постигла такая же участь. До сегодняшнего времени до жил памятник «Пионеры, несущие факел». |
| Памятник 148-й Черниговской дивизии                                                                          | 25 сентября 1989 (перенесён в 2010 г.) 9 мая 1985 года на месте будущего памятника был установлен камень с мемориальной доской. К 50-летию 148-й Черниговской Краснознамённой ордена Суворова стрелковой дивизии, сформированной в городе Энгельсе 25 сентября 1939 году, открыт в детском парке на ул. А. С. Пушкина. Скульптор Г. Тугушев. В 2010 году памятник перенесён на улицу имени 148-й Черниговской дивизии. |
| Памятники завода № 9                                                                                         | Памятник военному водителю |
| Памятник Войска ПВО страны                                                                                   | Энгельсское высшее зенитное ракетное командное училище противовоздушной обороны страны находилось на этой территории. Памятник Войска ПВО страны установлен на улице Марины Расковой перед домом 5. |
| «Верным сынам Отечества»                                                                                     | 08 мая 2007 Памятник в память об участниках локальных конфликтов был заложен 14 февраля 1999 года, в 10-ю годовщину вывода советских войск из Афганистана на проспекте Энгельса. Памятник был открыт накануне дня Победы 8 мая 2007 года. Представляет собой композицию из трёх человек, одетых в военную форму армий СССР и сегодняшней России, с лавровым венком и звездой в основании постамента. Высота памятника — пять метров, он изготовлен из полимерных композитных материалов, имитирующих бронзу и гранит. Скульптор А. Садовский, художник А. Зубарев, архитектор М. Лобанова. |
| «Паровоз серии Л»                                                                                            | 27 января 2010 Паровоз установлен посреди кольцевой развязки улиц Лесозаводской и Советской. Для его доставки к месту установки была проложена ветка железной дорогу длиной 570 метров. Паровозы серии Л поступили на Рязано-Уральскую железную дорогу (ныне Приволжскую) в 1948—1949 гг. Это вид паровоза эксплуатировался на территории Саратовского и Волгоградского отделений до 1965 года — до перехода на тепловозную тягу. |
| Памятник «Российским немцам — жертвам репрессий в СССР» в г. Энгельсе                                        | 26 августа 2011 Автор композиции Александр Садовский. Находится во дворе Государственного исторического архива немцев Поволжья (пл. Ленина). |
| «Оставшимся без погребения…»                                                                                 | 22 июня 2011 Памятник оставшимся без погребения был открыт в День памяти и скорби 2011 года на территории городского кладбища возле Александро-Невского храма. Автор идеи — общественный деятель психолог Сергей Саратовский, проект настоятеля храма К. Бурякова и почётного гражданина Энгельса, заслуженного работника культуры Е. Ериной, авторы работы — скульпторы А. Садовский и М. Галина, средства на изготовление собирались общественностью. Энгельсский памятник стал третьим подобным в стране (после монументов в Москве и Шексне). |
| Мемориал в память о венгерских военнопленных погибших во второй мировой войне                                | 2011 Находится на Воскресенском («Старом») кладбище (проспект Строителей). |
| «Фантазёр» Памятник Л. Кассилю                                                                               | 11 июня 2006 Памятник был открыт к 101-й годовщине со дня рождения уроженца и почётного гражданина города, писателя Льва Абрамовича Кассиля. Автор — скульптор К. Матвеева назвала своё произведение «Мечтатель», памятник изготовлен группой скульптора А. Садовского. Установлен в сквере, носящем имя Льва Кассиля (перекрёсток ул. Л. Кассиля / пл. Свободы). |
| Танцующая пара на Бульваре Роз                                                                               | 1 июня 2013 Памятник Танцующая пара на Бульваре Роз в Энгельсе |
| Музейный комплекс «Парк покорителей космоса им. Юрия Гагарина» с архитектурным комплексом «Гагаринское поле» | Через год после посадки первого космонавта планеты Юрия Гагарина, на месте приземления (в настоящее время — территория Терновского муниципального образования) появился фанерный обелиск. Спустя четыре года здесь поднялся 27-метровый обелиск. Накануне 10-летия первого полёта в космос идею Г. Титова об установлении на месте приземления памятника Гагарину поддержали архитекторы, и в частности В. М. Колесов, главный художник городского отдела архитектуры. За основу был взят снимок Гагарина, сделанный после его приземления. Фигура космонавта в полный рост высотой 2.5 м была сначала изготовлена из гипса, затем отлита из белого цемента со мраморной крошкой, после чего скульптор К. Матвеева ещё девять лет работала над скульптурой. К 20-летию полёта, 12 апреля 1981 года, скульптура Ю. Гагарина была установлена перед обелиском на месте приземления. В 2011 году к 50-летию первого полёта человека в космос на месте приземления был открыт мемориал «Галерея космонавтики», в который, помимо обелиска-ракеты и памятника Гагарину вошла композиция, посвящённая К. Э. Циолковскому и С. П. Королёву, а также барельефные портреты 12 космонавтов. Гагаринское поле стало традиционным местом празднования Дня космонавтики. Место приземления первого в мире космонавта Ю. А. Гагарина является объектом культурного наследия федерального значения. 12 апреля 2021 года здесь открыли мемориально-образовательный музейный комплекс под открытым небом «Парк покорителей космоса», который посетил президент России Владимир Путин в сопровождении спикера Госдумы Вячеслава Володина и первой женщины-космонавта Валентины Терешковой. |
| «Перед полётом»                                                                                              | 25 августа 2017 г. Памятник Юрию Гагарину и Сергею Королёву (Энгельс) установлен на берегу Волги в Покровском парке Энгельса. Скульптор Мария Галина, руководитель проекта Александр Садовский. |
| Памятник Кобзарю Ф.Е.                                                                                        | 20 августа 2018 г. Памятник Кобзарю Фёдору Егоровичу установлен на площади Свободы, скульптор Щербаков А. А. |
| Памятник Мыльникову А.А.                                                                                     | 21 августа 2018 г. Памятник Мыльникову Андрею Андреевичу, Почётному жителю города Энгельс, народному художнику СССР, установлен на площади Ленина, напротив Энгельсской картинной галереи, скульптор Щербаков А. А. |
| Памятник Шнитке А.Г.                                                                                         | 22 августа 2018 г. Памятник уроженцу города Энгельс композитору Альфреду Шнитке установлен на площади Ленина, скульпторы Щербаков А. А. и Щербаков С.А. |
| Памятник Петру и Февронии                                                                                    | 8 июля 2019 г. Памятник святым благоверным Петру и Февронии Муромским установлен в Детском парке (переименованном в ноябре 2021 в Троицкий сквер) на площади Свободы, скульптор Катони С.И. Памятник открыт в День семьи, любви и верности |
| Памятник Марине Расковой                                                                                     | 28 января 2020 г. Памятник Расковой Марине Михайловне установлен в Лётном городке-1, скульптор Щербаков А. А. |
| Памятник Пушкину А.С.                                                                                        | 6 июня 2021 г. Памятник открыт в день 222-летия поэта и День русского языка. Находится в Пушкинском сквере на углу улиц Пушкина и Тельмана. Скульптор А.А. Садовский. |